# Физическо изветряне
Физическо изветряне или механично изветряне е процесът на разрушаването на скалите главно под действието на промените в температурата. Често физическото и химическото изветряне са взаимосвързани. Например пукнатините, предизвикани от физическо изветряне, увеличават площта, подложена на химически реакции и по този начин се ускорява скоростта на разрушаване.

## Видове физическо изветряне

### Инсолационно изветряне
Колкото по-често температурната амплитуда е голяма, толкова и разрушителните процеси са по-интензивни. Това се дължи на обстоятелството, че колкото по-бързо следват едно след друго свиванията и разширяванията на скалните частици, които се дължат на промените в температурата, толкова по-бързо се разрушават скалите. Главна роля при физическото изветряне има прякото нагряване на скалите от слънчевите лъчи или т.нар. пряка инсолация.

### Десквамационно изветряне
Най-голямо значение за физическото изветряне имат денонощните колебания на температурата, поради което най-силно е физическото изветряне в пустините поради сухия им климат, понеже при липса на влага се съкращава времето на загряване и изстиване. Поради слабата топлопроводимост на скалите през деня горният им слой се нагрява по-силно от по-долулежащите и съответно се разширява повече. Обратно, през нощта изстиването на скалите засяга предимно горния слой, който се свива повече. Вследствие постоянното свиване и разширяване на повърхностния скален слой настъпва нарушение в сцеплението на частиците му и скалата постепенно се разпада, като се напуква и разчупва. Силата на този процес зависи от естеството на скалите, техния състав, цвят, произход, напуканост и други особености. Целият този процес носи името десквамация.

### Хидростатично (геокриоложко) изветряне
Разрушаването на скалите се ускорява от честото колебание на температурата около 0°С и при влажен климат. Такива условия има в полярните области и високите планини. Тогава най-силна се проявяват т.нар. геокриоложки процеси. Те са характерни със силното физическо изветряне, причинено от рязката промяна в обема ва водата, проникнала в скалните пукнатини и процепи, при нейното последователно замръзване и размръзване. Известно е, че водата увеличава с 1/11 част обема си при преминаване от течно в твърдо състояние. Вследствие на това тя упражнява много силен натиск върху стените на скалните пукнатини. Този процес на разрушаване на скалите е известен още като мразово изветряне. Резултати от минали и сегашни геокриоложки процеси са наблюдават както в полярните области, така и по билата на високите планините на умерения и тропичния климатичен пояс. това са известните периглациални форми във вид на полигонални почви, скални ивици, кавенни реки, каменни морета. Подобни форми се срещат по билата на Рила, Пирин, Витоша и Стара планина над 2000 m височина. Под влияние на физичното изветряне и закона за гравитацията по планинските и долинни склонове, както и в циркусите, са образувани много сипеи. Те са съставени от разновидни скални късове, чиито размери понякога достигат до 3 – 4 m³. При стръмни склонове над 35° най-едрите блокове са разположени в подножието на сипея, а по-дребните – в неговото начало. обратно е подреждането на скалните късове при сипей с по-слаб наклон.

### Глациостатично изветряне
Глациостатичното изветряне на скалите се среща предимно по склоновете на най-високите планини се причинява от разрушителната дейност на планинските ледници. При своето движения надолу по долината ледникът разрушава и носи огромно количество скален материал, който отлага във вид на странични, челни, дънни, междинни и вътрешни морени. Също така създава и характерни ледникови форми: циркуси, карлинги, трогови долини, скални гърбици, висящи коритни долини, друмлин, зандрови полета и др.